# Alte Saline

Alte Saline, Hauptbrunnhaus

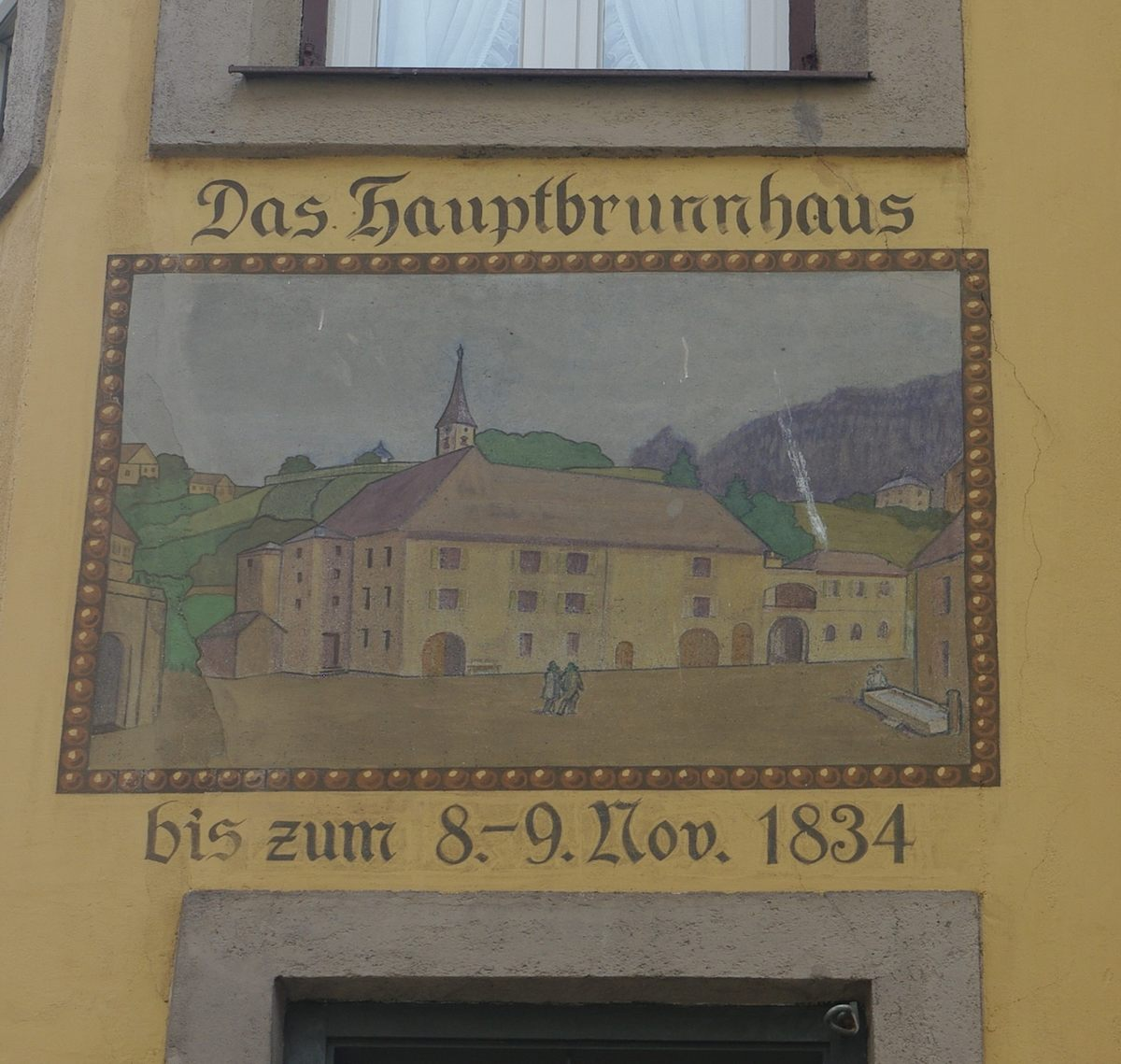
Gemälde des Vorgängerbaus am Alten Brothaus in der Poststraße

Die Alte Saline ist eine ehemalige Saline in Bad Reichenhall, die nach Plänen von Joseph Daniel Ohlmüller und Friedrich von Schenk errichtet wurde. In ihr wurde von 1844 bis 1929 aus Sole das „Reichenhaller Salz“ hergestellt. Die Alte Saline ist ein Industriedenkmal und steht unter Denkmalschutz. Reste der Vorgängerbauten sind als Bodendenkmäler ebenfalls in die Denkmalliste eingetragen.
Die Anlage bildet zudem den Kern des Ensembles Alte Saline, der Ensembleschutz umfasst neben der Alten Saline auch die Salinenstraße, den Beamtenstock, den Oberen und Unteren Lindenplatz sowie den Feuerwachturm auf dem Gruttenstein.
Alte Saline ist zudem die Straßenbezeichnung der Gebäude der alten Saline. Die Hausnummern wurden – beginnend beim Magazin 2 – im Uhrzeigersinn fortlaufend vergeben.

## Vorgeschichte

Stadtplan von 1817 mit den Vorgängerbauten der Saline

Die Alte Saline steht im Zentrum von Bad Reichenhall am Fuße des Gruttensteins, direkt an den Solequellen. Aus diesen wurde bereits in prähistorischer, römischer und mittelalterlicher Zeit Salz gewonnen.
Beim Aushub des Fundamentes wurde eine prähistorische Brunnfassung sowie eine Lappenaxt aus der Bronzezeit entdeckt. Dies sind klare Beweise für das Wissen vorgeschichtlicher Siedler um den Wert der Solequellen.
Die Salzerzeugung war in der Stadt über Jahrhunderte hinweg einem stetigen Wandel unterworfen, der politischen, technischen oder natürlichen Ursprungs war. Ab 1817 erhielt sie Sole auch über die von Georg von Reichenbach gebaute Soleleitung vom Salzbergwerk Berchtesgaden. Der letzte große Einschnitt für die Salzproduktion in Bad Reichenhall war der große Stadtbrand von 1834. Damals wurde die Saline samt Verwaltungsgebäuden, Südhäusern und unzähligen weiteren Einrichtungen in einer Nacht vernichtet. Trotz der großen Schäden wurde die Salzproduktion wenige Tage später in improvisierten Sudhütten wieder aufgenommen. Auf der Soleleitung, die seit 1619 in Betrieb war, ruhte in dieser Zeit das Hauptaugenmerk. Bereits zwei Tage nach dem Ende des Brandes, am 11. November 1834, floss wieder Reichenhaller Sole durch die hölzernen Deicheln zu den Filialsalinen in Traunstein und Rosenheim, die in der Folge die Hauptlast der bayerischen Salzproduktion tragen mussten.

## Neubau

Heutiger Lageplan

Im Gegensatz zur abgebrannten Saline sollte der Neubau nach dem Willen von König Ludwig I. einem großzügigen geometrischen Plan entsprechen. Um auch die nötigen Sicherheitsabstände zu anderen Häusern der Stadt zu gewährleisten, mussten insgesamt 51 „Brandstätten“ (Hausgrundstücke) erworben werden.
Im Frühjahr 1836 begann man mit der Errichtung des Verwaltungsgebäudes, des so genannten Beamtenstocks, unter der Leitung des Hofarchitekten Friedrich von Gärtner.
1838 erfolgte die Grundsteinlegung des Hauptbrunnhauses. Die Pläne für die Saline stammen von Joseph Daniel Ohlmüller sowie dem damaligen Direktor der Salinendirektion der Stadt, Friedrich von Schenk. Es ist nicht abschließend geklärt, wer für welchen Teil der Pläne verantwortlich war. Fest steht, dass Ohlmüller alleine für die Brunnhauskapelle zuständig war und die Technik im Hauptbrunnhaus, insbesondere die Solepumpen mit den großen, oberschlächtigen Wasserrädern aus der Feder von Schenks stammen. Die restlichen Gebäude waren möglicherweise ein gemeinsamer Entwurf oder ein Entwurf von Ohlmüller, den von Schenk in seiner Funktion als Beauftragter der bayerischen Salinen als Vorgesetzter abzeichnete.
Das erste Sudhaus am Unteren Lindenplatz nahm 1844 den Betrieb auf, das letzte Sudhaus Nr. 4 am Oberen Lindenplatz erst 1851.

## Betrieb
Die Pumpen im Hauptbrunnhaus sind seit 1840 in Betrieb, erst vier Jahre später ging das erste Sudhaus am Unteren Lindenplatz in Betrieb. Das letzte Sudhaus am Oberen Lindenplatz nahm erst 1851 den Betrieb auf, ab diesem Zeitpunkt konnte die Saline in Bad Reichenhall mit voller Auslastung betrieben werden. 1858 lebten etwa 640 Arbeiterfamilien mit insgesamt 1500 Personen direkt von der Saline. Das war fast die Hälfte der damals etwa 3200 Einwohner der Stadt. Ab 1866 konnte das Salz über die neu gebaute Bahnstrecke Freilassing–Bad Reichenhall transportiert werden, was den Vertrieb deutlich erleichterte. Auf diesem Wege konnte später auch Steinkohle als Brennmaterial für die Sudpfannen in die Stadt gebracht werden. Als 1868 das staatliche Salzmonopol aufgehoben wurde, übernahmen die Forstämter die Verwaltung der Saalforste und die alten Handwerkszünfte der Pfannhauser, Holzscheiterer, Küfer und Stoßer schlossen sich 1869 zur Salzbruderschaft zusammen und vereinigten sich 1871 mit dem Knappschaftsverein der Saline. 1892 wurden die Sudhäuser auf die Befeuerung mit Steinkohle umgestellt. In den Jahren 1900 bis 1910 betrug die jährliche Salzproduktion etwa 250.000 Zentner. 1911 wurde die Filialsaline in Traunstein aufgegeben. 1913 wurde der Triftrechen abgebaut, da der Bau des Saalachkraftwerks ein Ende der Holztrift auf der Saalach bedeutete. In der Folge wurden in Reichenhall die Mühlbäche und weite Teile der Triftanlagen verfüllt und überbaut. 1919 konnte die Salzproduktion auf 350.000 Zentner gesteigert werden. Ab 1926 wurde der Betrieb schrittweise in die neu errichtete Neuen Saline an der Reichenbachstraße verlegt. 1929, fast 100 Jahre nach dem großen Stadtbrand von 1834, der den Neubau der Alten Saline nötig machte, wurde die Salzproduktion in der Alten Saline endgültig eingestellt und wird seitdem ausschließlich durch die Neue Saline realisiert.

## Baubeschreibung
Alle Bauten sind in Backstein mit Rahmungen und Gesimsen in Nagelfluh ausgeführt und gruppieren sich geometrisch um drei Höfe. In der Mitte der beiden seitlichen Höfe steht je ein großer, von Bäumen umsäumter Brunnen. In Richtung Beamtenstock, an der Salinenstraße, stehen vier Sudhäuser, an die jeweils ein Salzmagazin anschließt. Direkt am Berghang befinden sich die Bauten der Solereserven und das Werkstattgebäude. Oberhalb der Solereserven befinden sich die Bergreserve und der Feuerwachtturm, letzterer wurde nicht im Zuge des Neubaus errichtet. Beim Neubau der Saline wurde darauf geachtet, dass durch großzügige Abstandsflächen zwischen den Gebäuden ein Übergreifen eines Feuers auf das nächstgelegene Wirtschaftsgebäude erschwert wird.

### Hauptbrunnhaus
Mittelpunkt der gesamten Anlage ist das Hauptbrunnhaus, unter dem die Solequellen entspringen. Mit den nüchtern gestalteten Funktionsgebäuden der Sudhäuser, Magazine und Solereserven verbindet das Hauptbrunnhaus hauptsächlich der rechteckige Grundriss sowie roter Backstein als überwiegend genutzter Baustoff. Ohlmüller versuchte, beim Entwurf des Gebäudes konstruktives Denken, Zweckmäßigkeitserwägungen und romanische Baugesinnung harmonisch zu vereinen. Es sollte eine Fabrik konzipiert werden, die neben den Grundsätzen der Funktionalität auch die der Ästhetik wahrt. Eine mittelalterlich nachahmende Bauauffassung Ohlmüllers kommt vor allem an der Fassade mit dem schmalen, hochgezogenen und giebelgekrönten Portalbau zum Ausdruck. An diesem Portal werden Anleihen des Kirchenbaus der Romanik deutlich, es weist große Ähnlichkeit mit dem Portal der Kirche in St. Zeno auf. Die Reliefgruppe über dem Hauptportal zeigt den heiligen Rupert in der Mitte mit zwei Salinenarbeitern mit einem Salzfäßl zu seiner Linken und einer Salzkrucke zu seiner Rechten. Die lateinische Inschrift besagt, dass für alle Lebewesen nichts nützlicher sei als Salz und Sonne. Verstärkt wird der Eindruck des Gebäudes durch den basilikalen Baukörper der Brunnhauskapelle, die sich mit ihrem steilen Dach über dem Hauptportal weit über die anderen Gebäude erhebt.

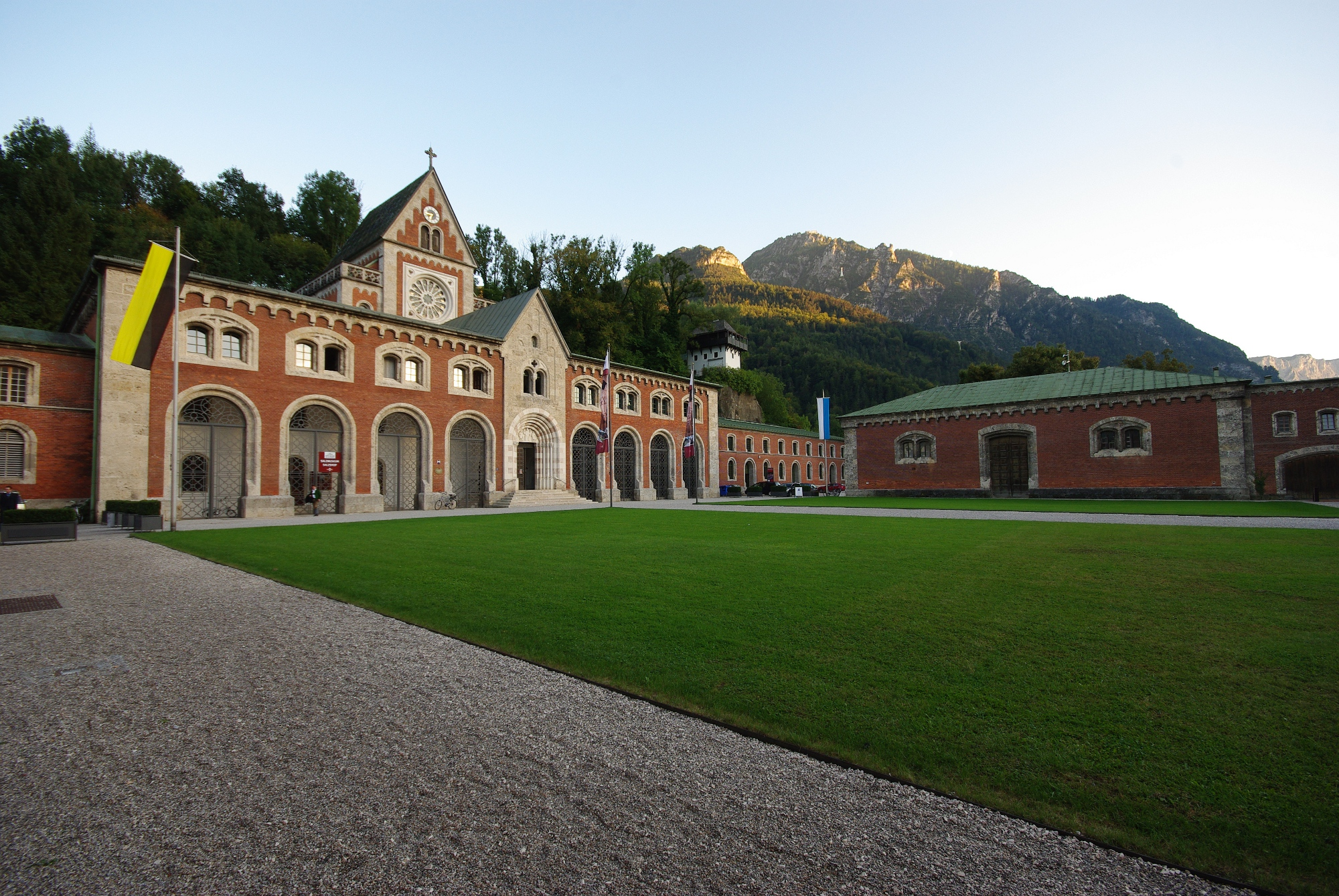
Hauptbrunnhaus mit Magazin 3
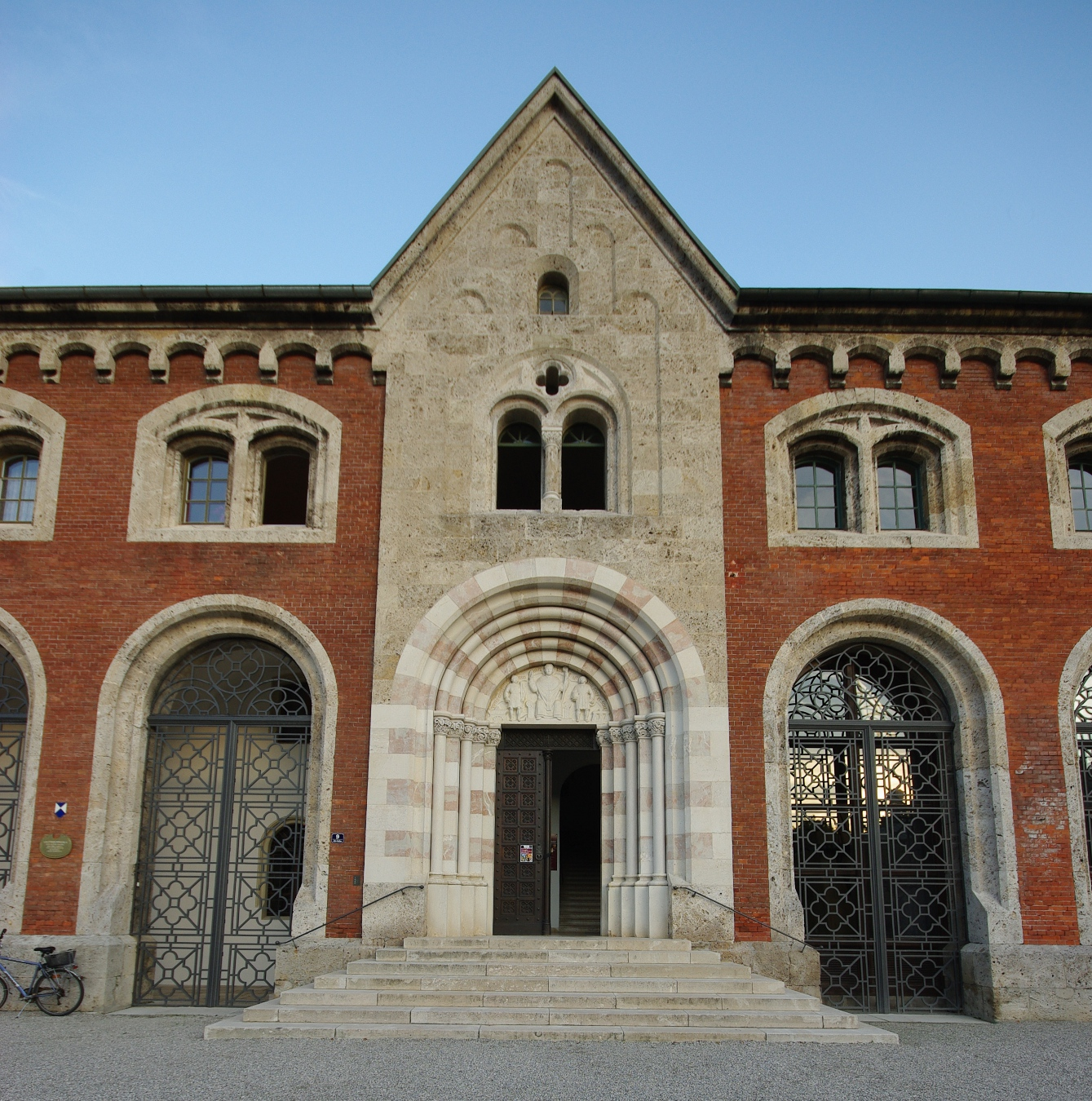
Hauptportal
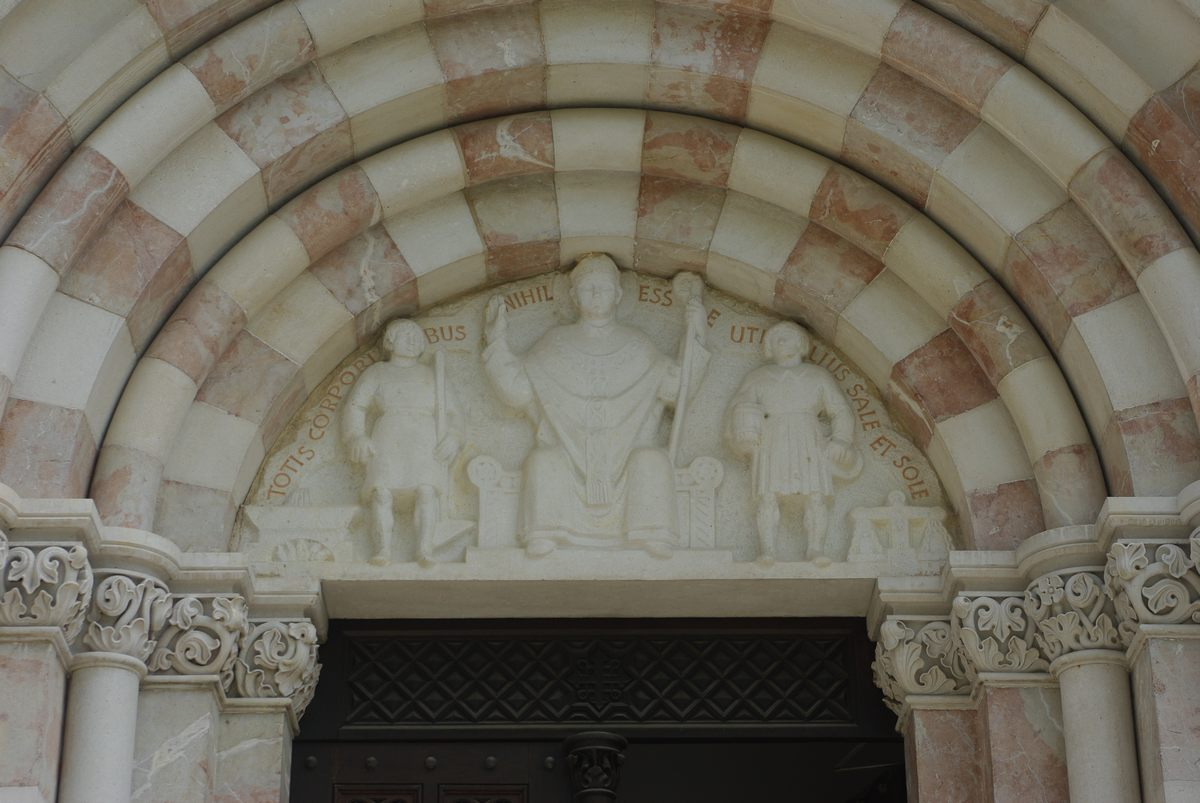
Reliefgruppe über dem Hauptportal
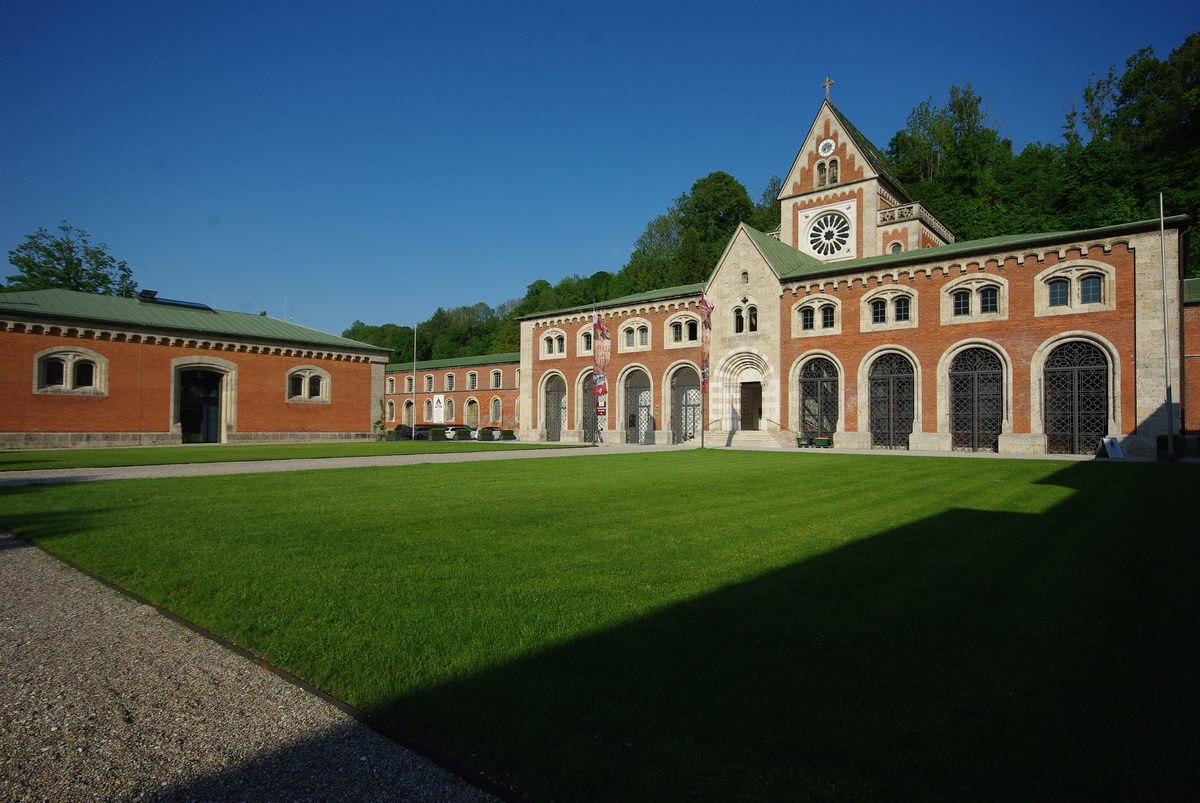
Hauptbrunnhaus mit Magazin 2

### Maschinenhalle

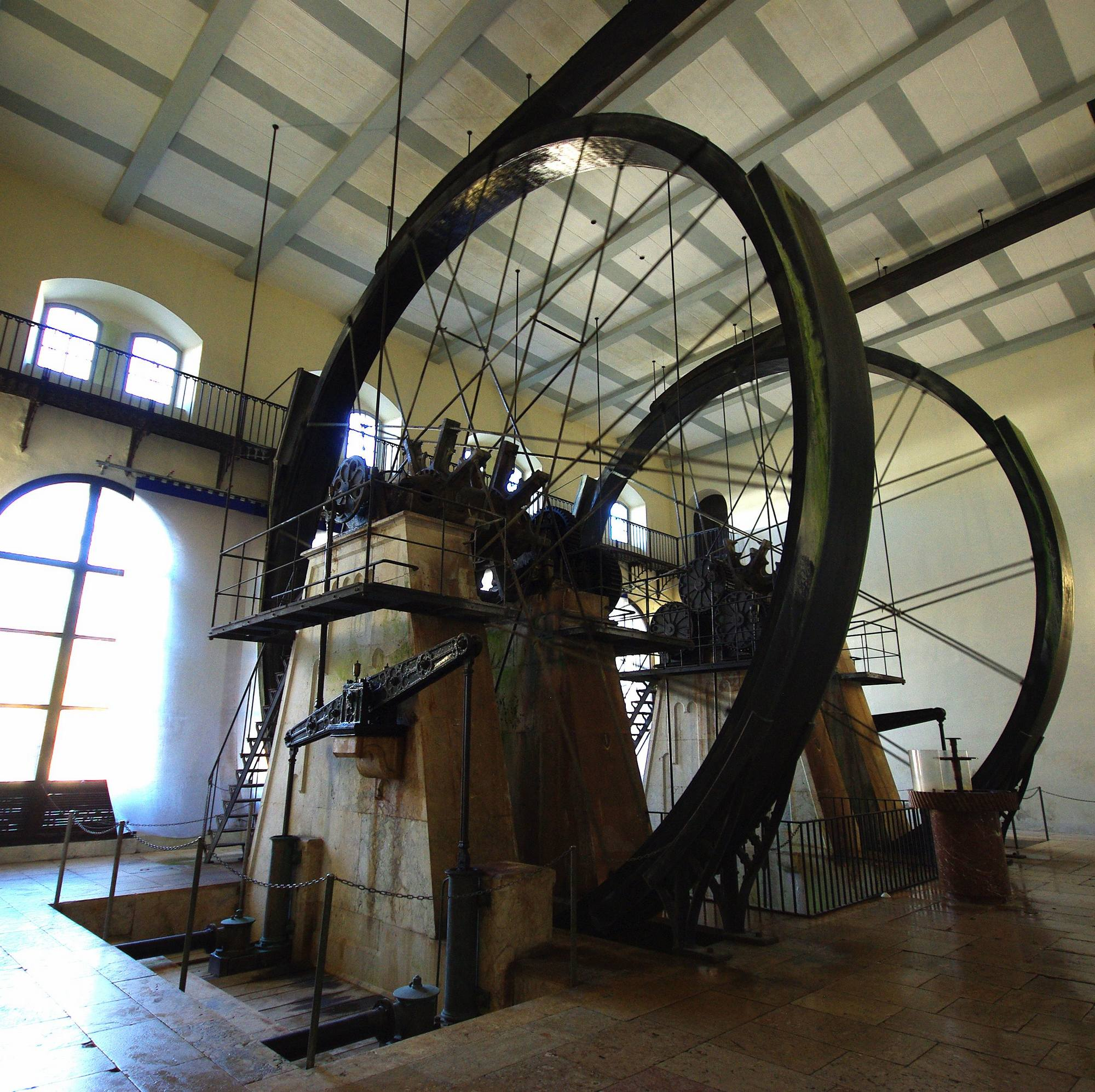
Wasserräder in der Maschinenhalle

In der Maschinenhalle, die im südlichen Flügel des Hauptbrunnhauses untergebracht ist, befinden sich große Druckpumpen, welche die Sole aus einer Tiefe von 14 Metern an die Oberfläche befördern. Diese werden über zwei oberschlächtige Wasserräder aus Metall mit einem Durchmesser von 13 Metern angetrieben. Jede Umdrehung dauert 17 Sekunden, nach vollendeter Umdrehung ertönt ein Glockenzeichen, wodurch der Brunnwart die akustische Kontrolle des gleichmäßigen und ungestörten Gangs der Pumpenanlage hat. Das Aufschlagwasser wird über eine mehrere Kilometer lange Leitung aus dem Alpgarten- und Wappachtal im Lattengebirge in eine Brunnenstube und von dort durch einen gewölbten, begehbaren Kanal unter der Burg Gruttenstein hindurch zum Hauptbrunnhaus geführt. Zwischen den Pumpwerken befindet sich ein Marmorbrunnen, der 1931 durch den Münchner Bildhauer Anton Hiller erschaffen wurde. An der südlichen Seitenwand hängt die Gliederkette des ehemaligen Paternosterwerkes, das erstmals 1438 errichtet wurde. An der Fensterwand befindet sich ein großer, plattenförmiger Findlingsblock, der bei der Neufassung des Plattenflusses über dem alten Quellenbauschacht gefunden wurde.
Die technische Ausstattung für den Neubau konstruierte Friedrich von Schenk.

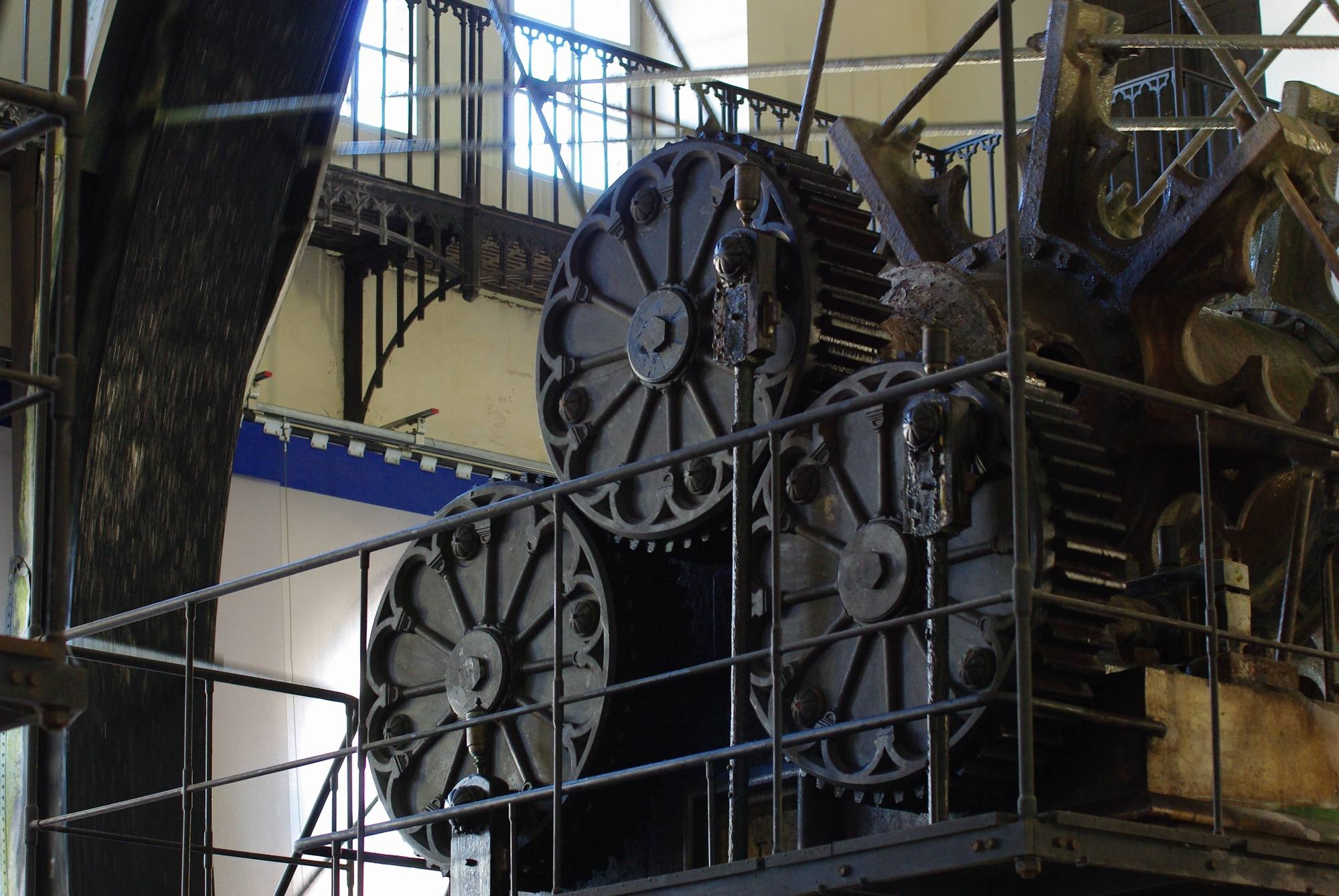
Zahnräder zum Antrieb der Pumpen
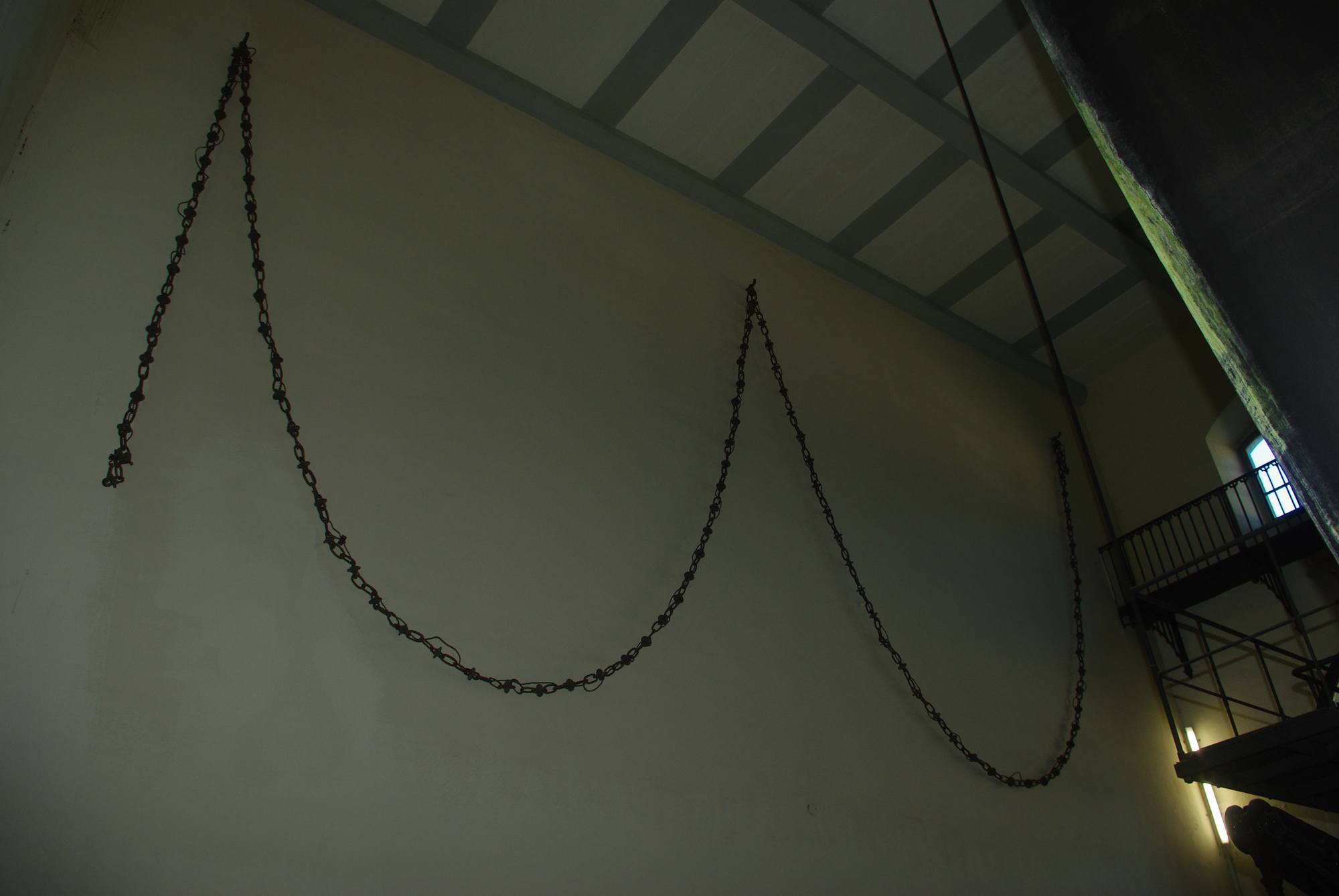
Alte Gliederkette
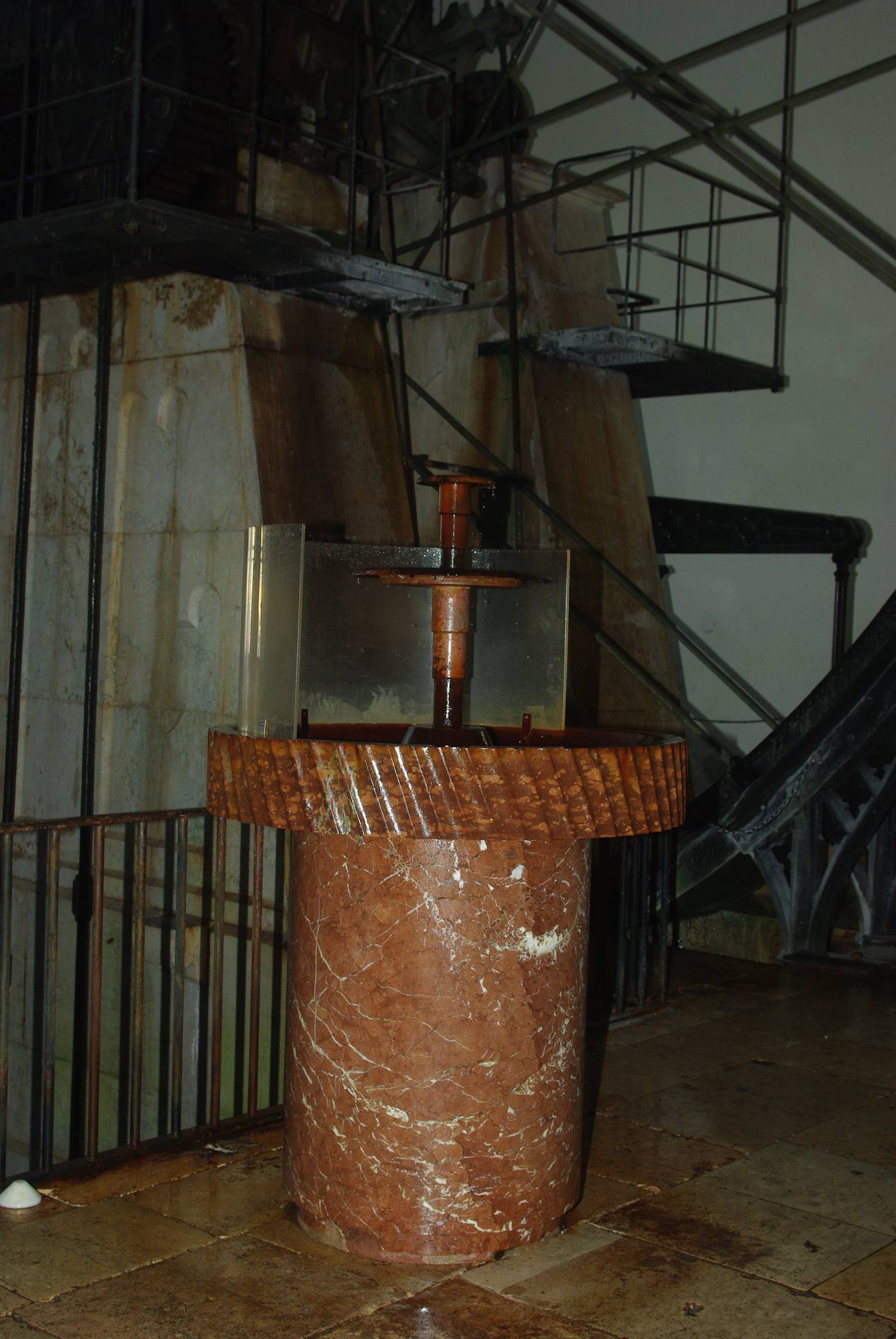
Marmorbrunnen in der Maschinenhalle
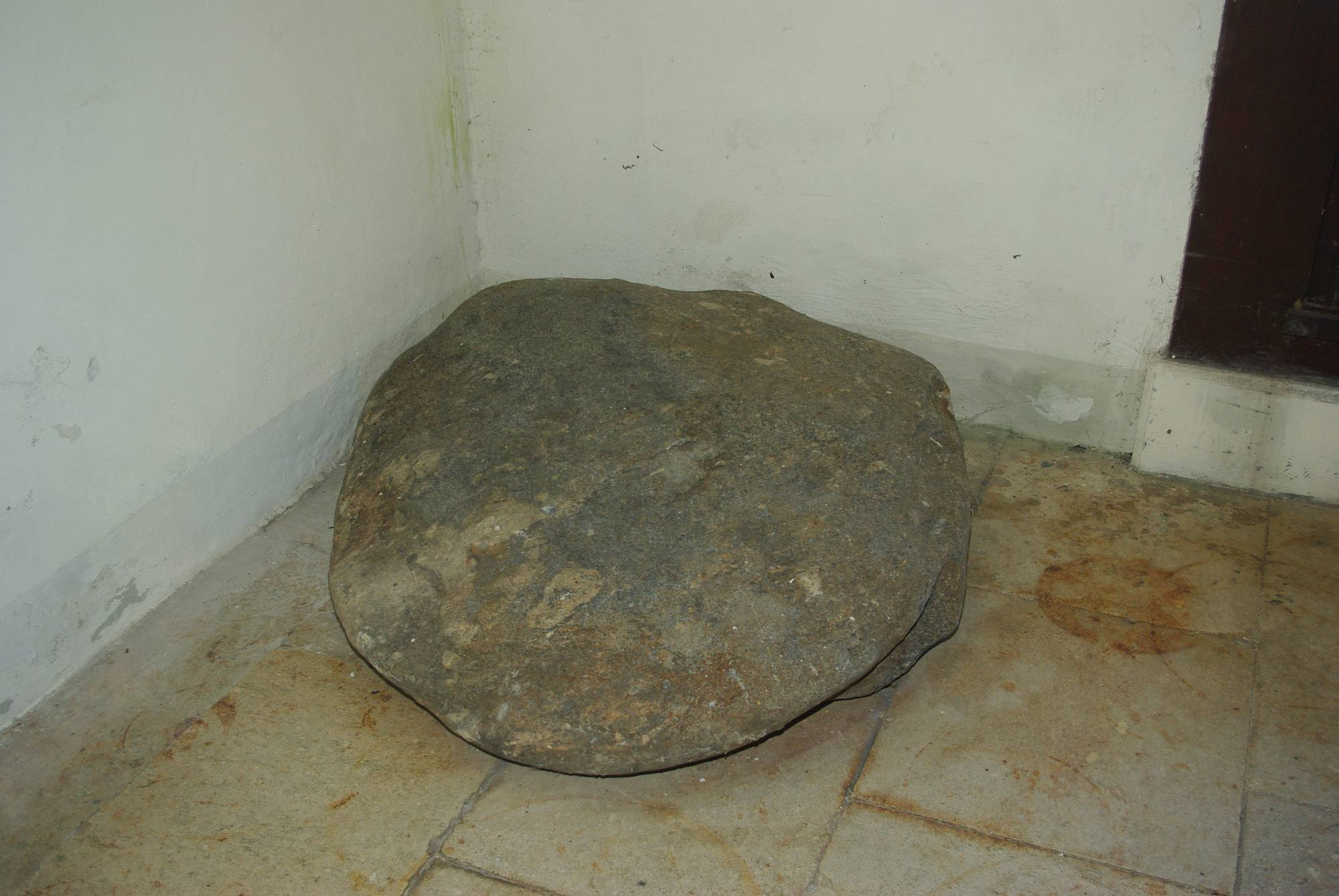
Findling in der Maschinenhalle

### Quellenbau

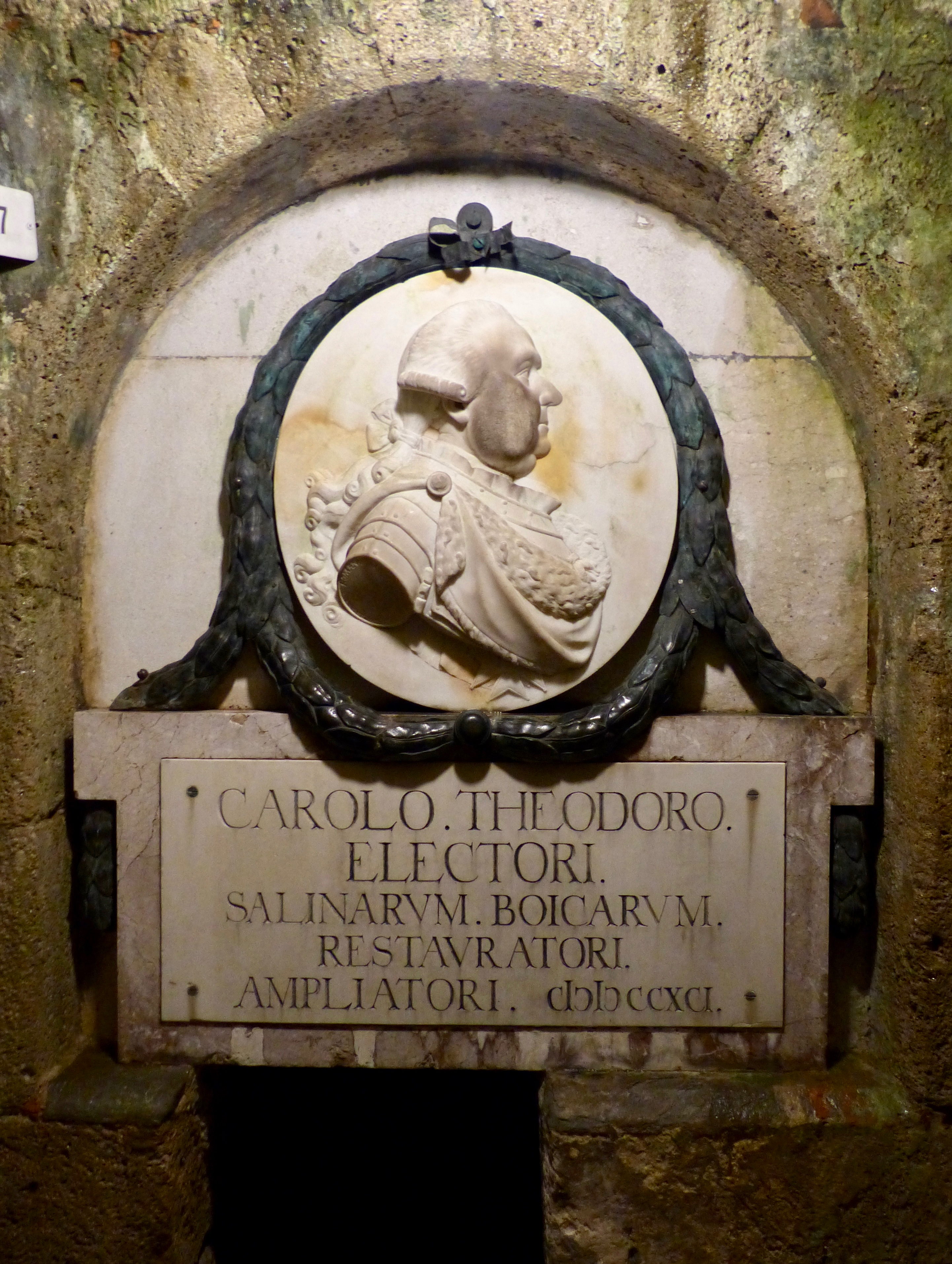
Karl-Theodor-Quelle
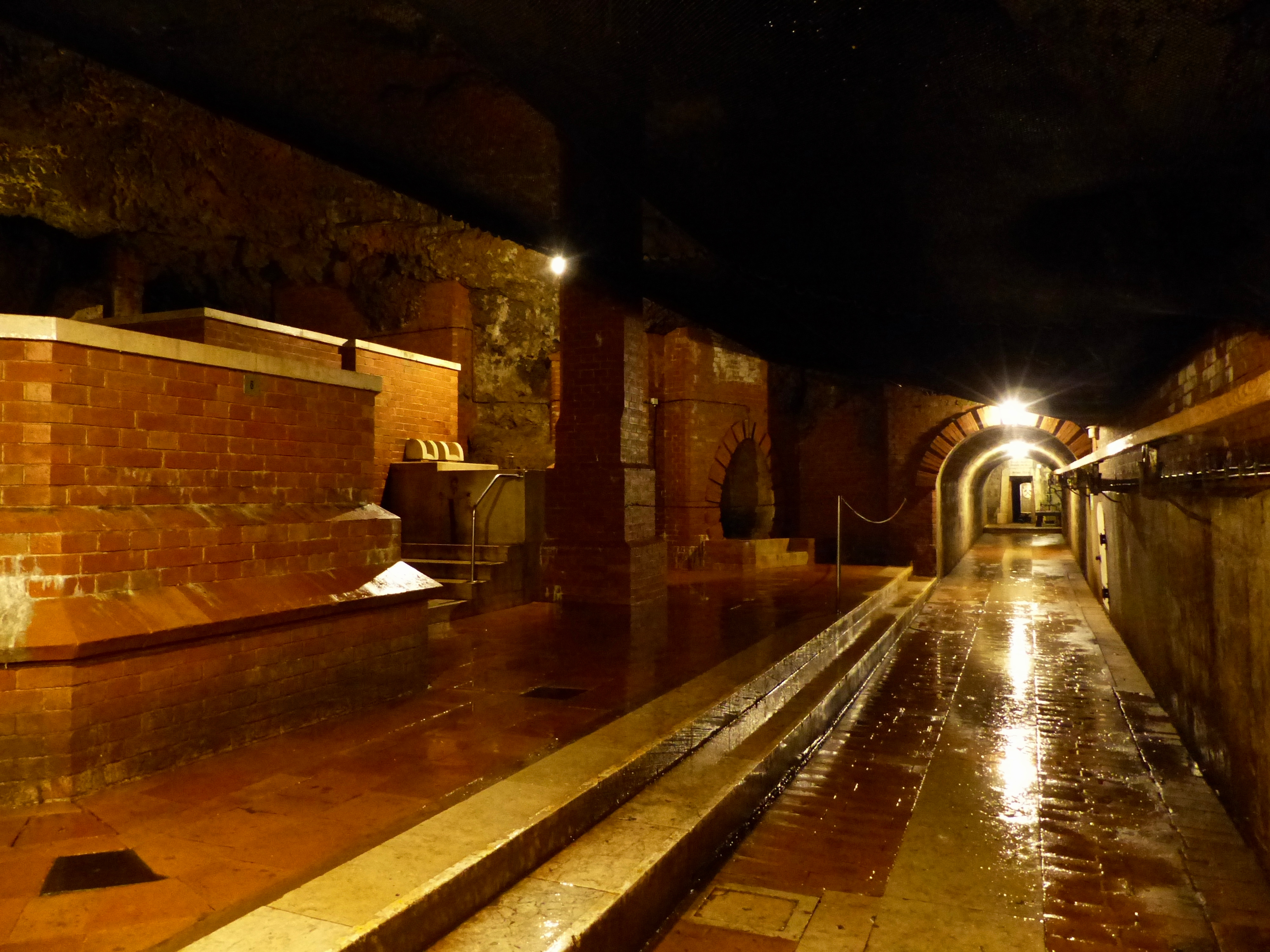
Salzgrotte
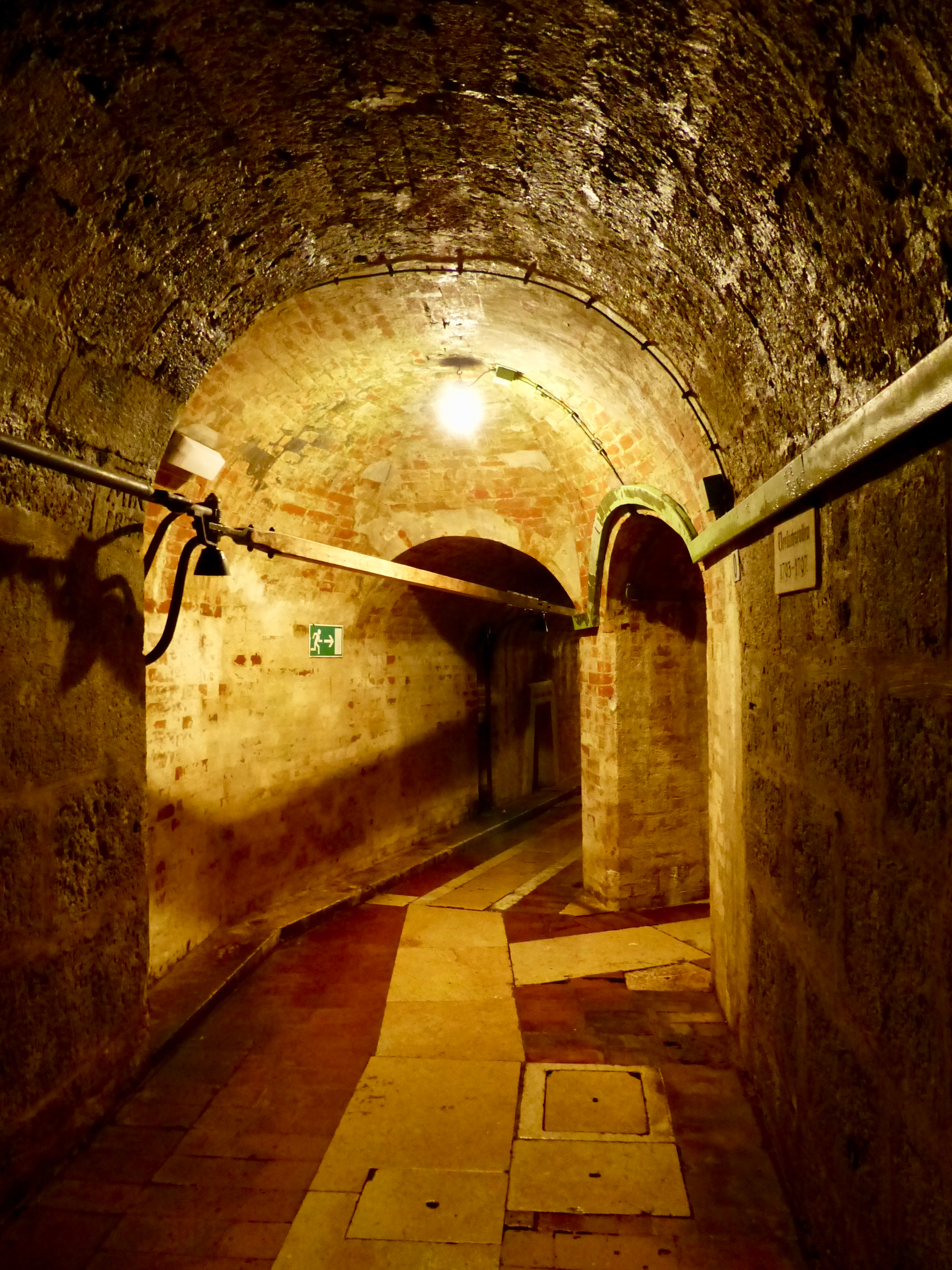
Stollensystem

### Sudhäuser

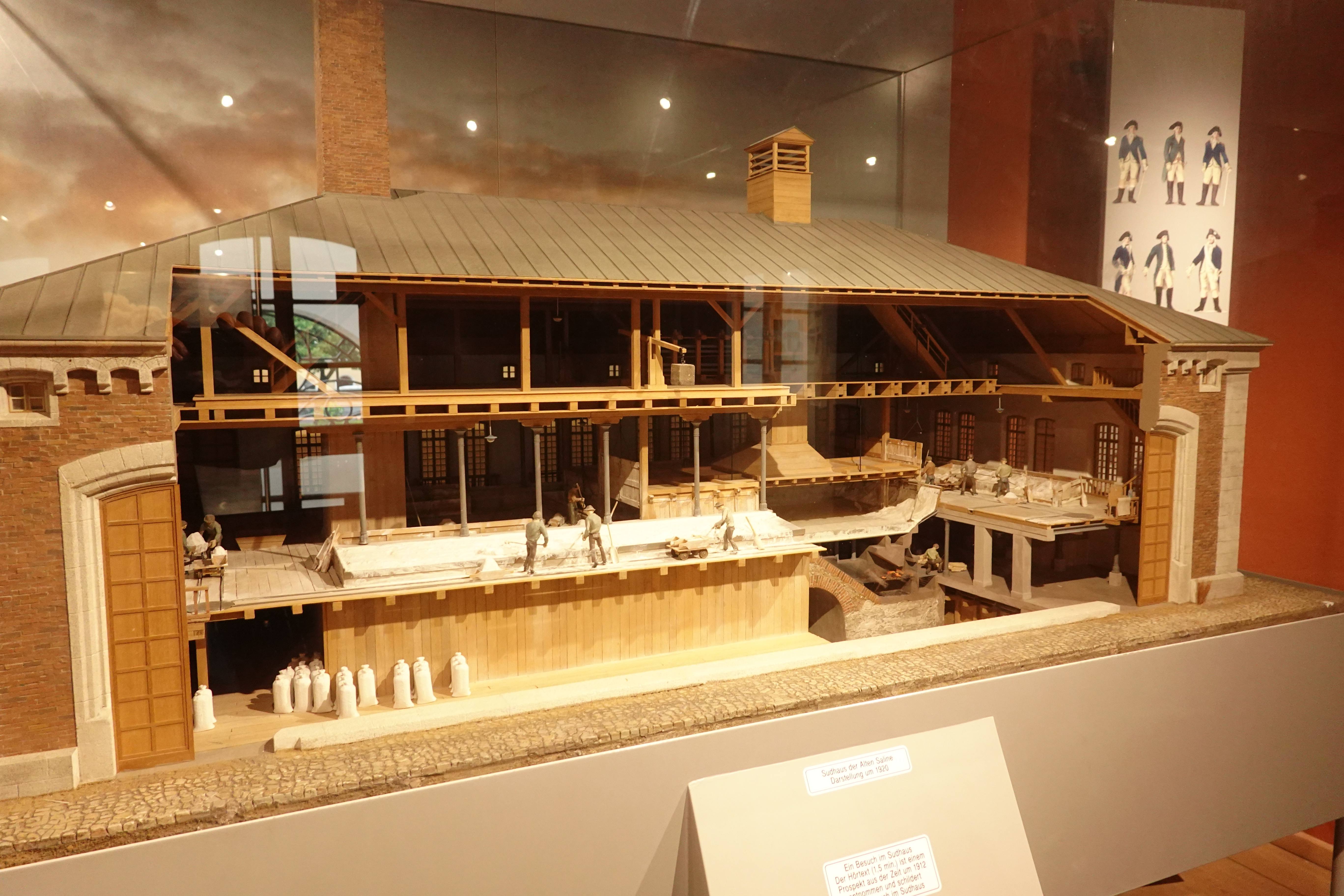
Modell einer Sudpfanne im Salzmuseum der Saline

### Brunnhauskapelle

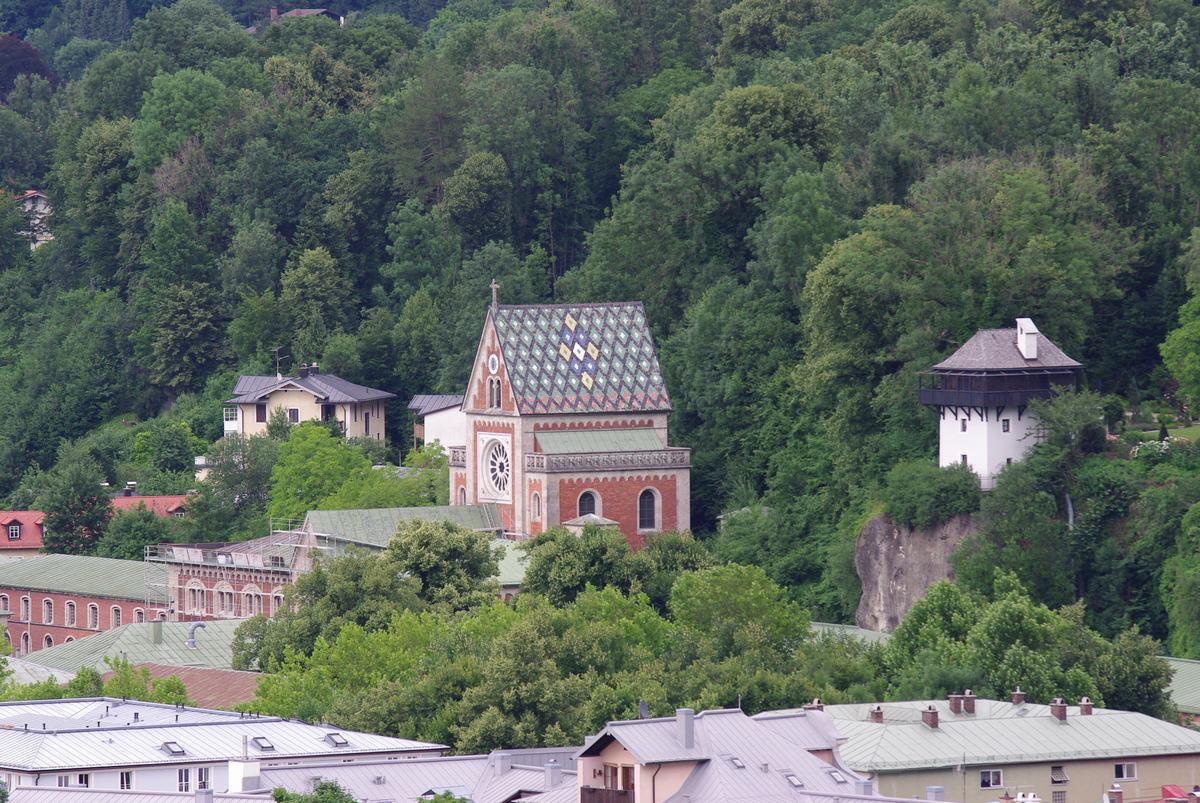
Brunnhauskapelle und Feuerwachtturm

### Brunnen

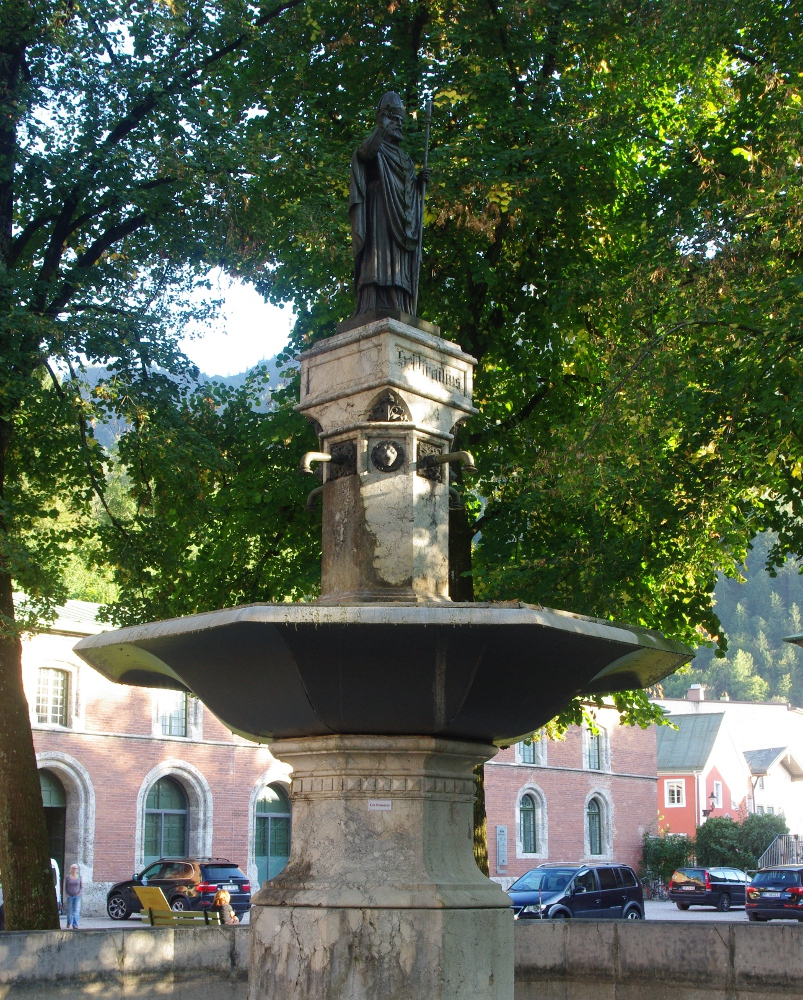
Virgiliusbrunnen im südlichen Innenhof
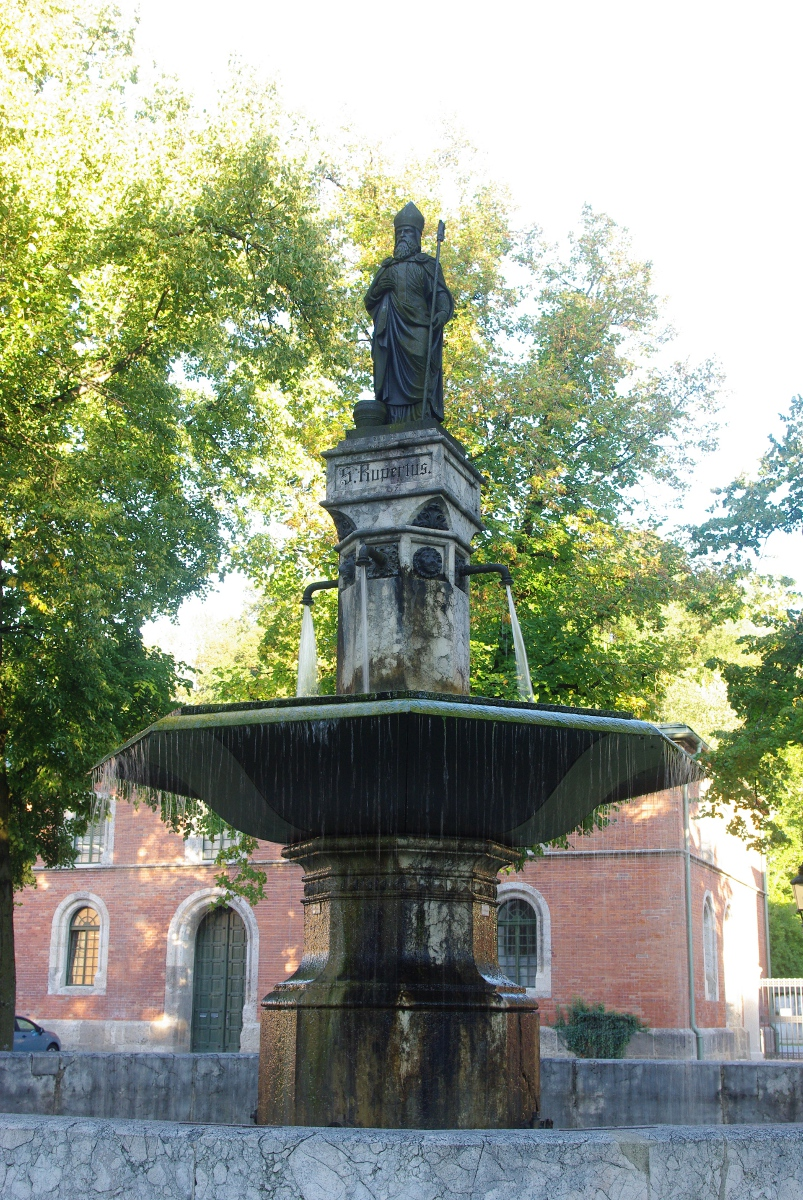
Rupertusbrunnen im nördlichen Innenhof

#### Beamtenstock

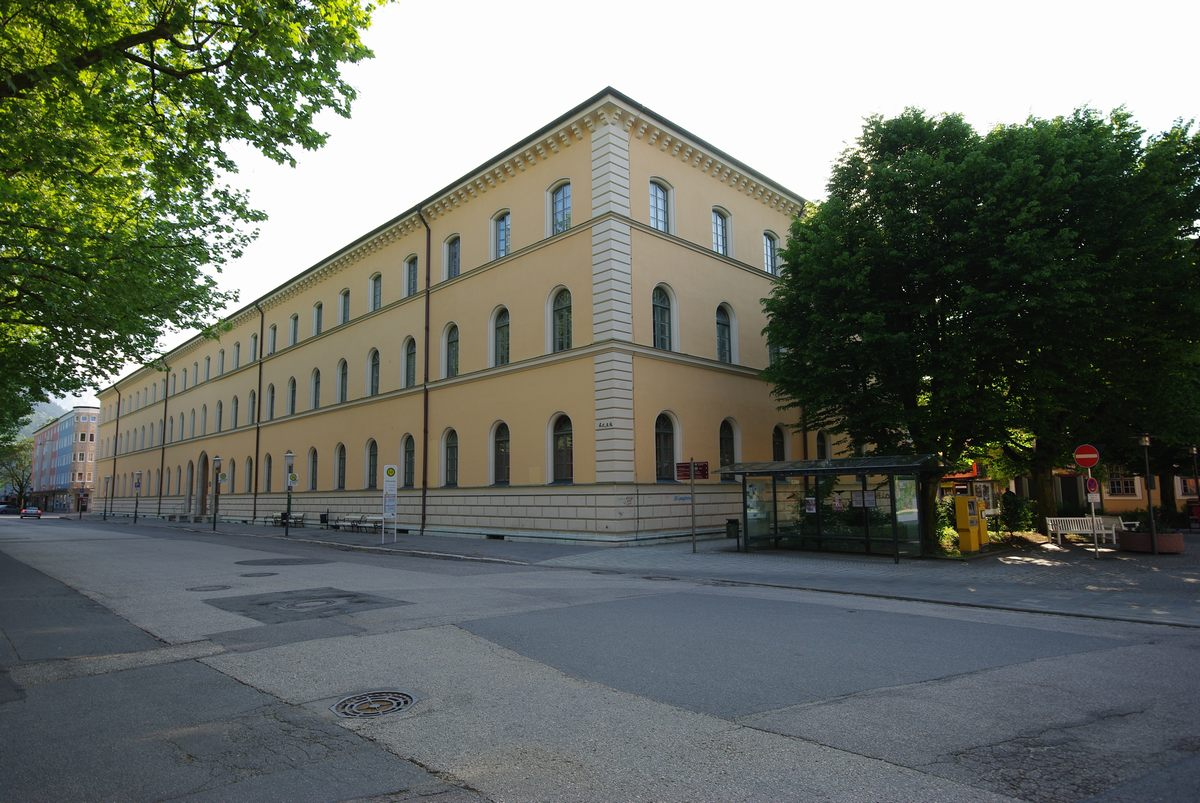
Beamtenstock in der Salinenstraße

#### Salinenstadel

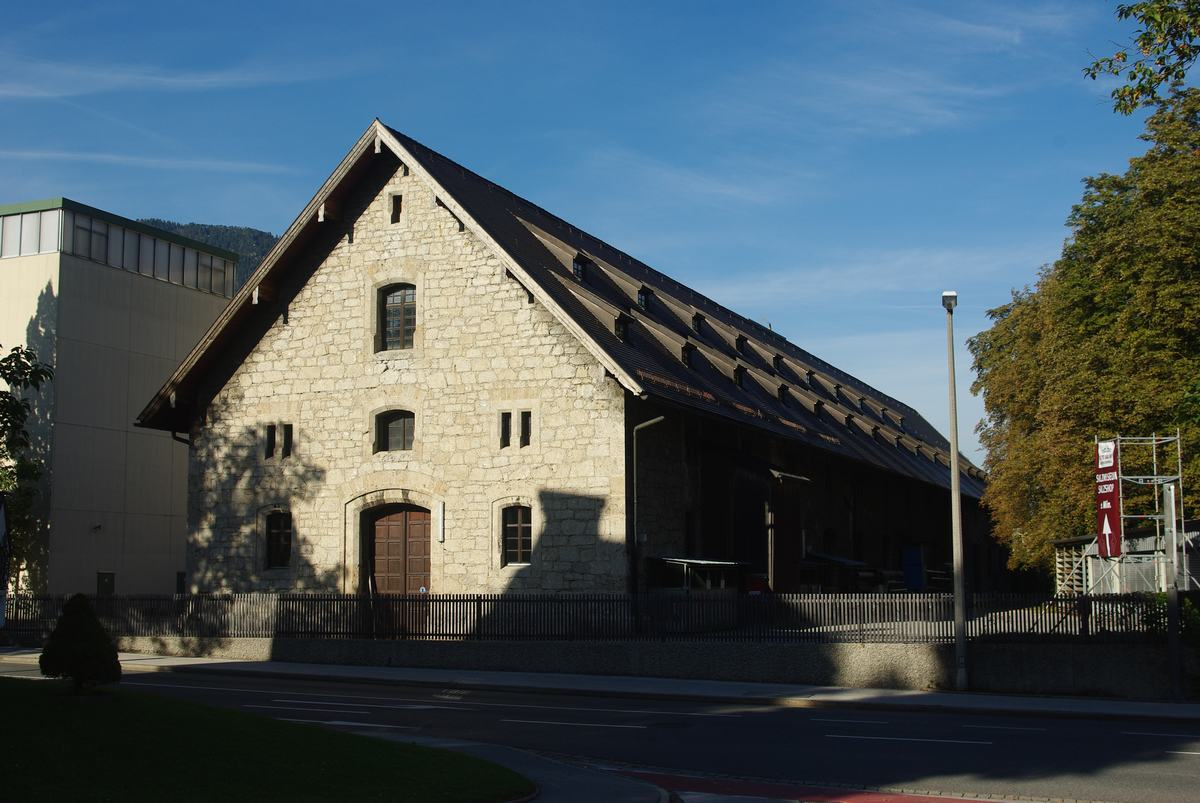
Salinenstadel an der Reichenbachstraße

## Sonstiges

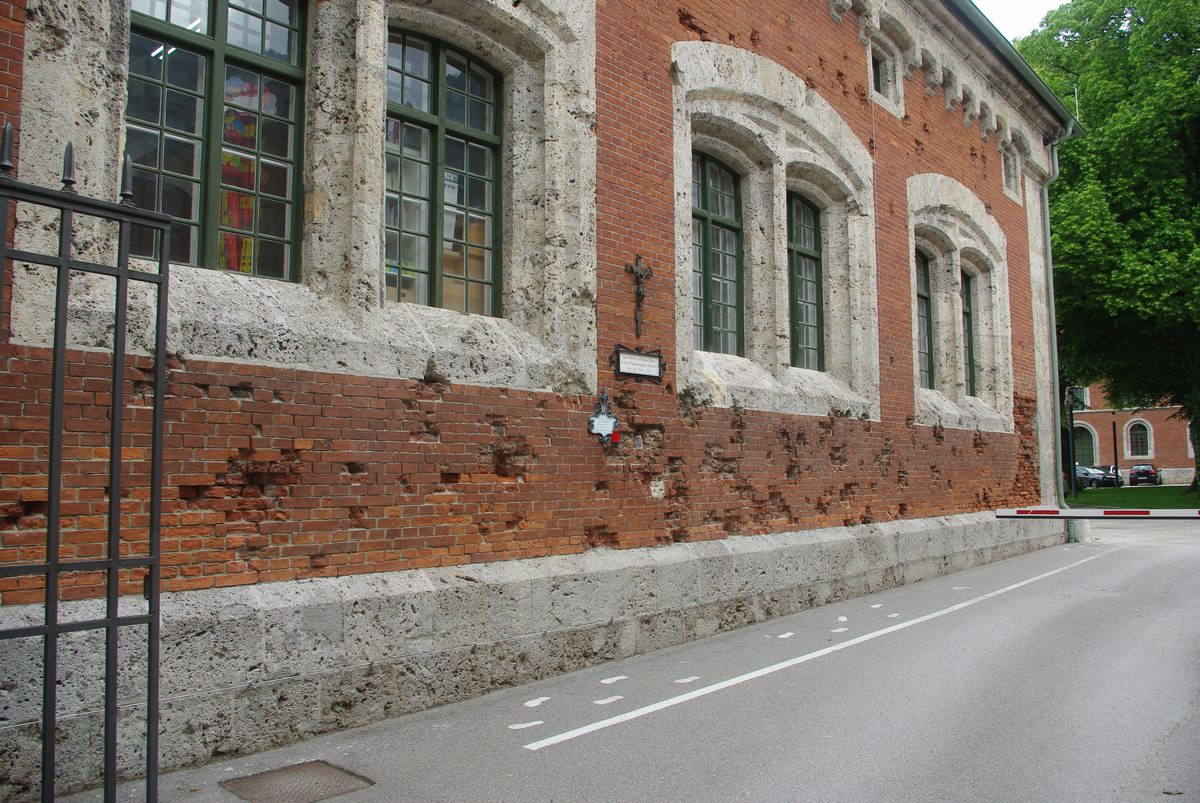
Bombenschäden am Eingang zum südlichen Innenhof von der Salinenstraße/Tiroler Straße